# حكومة المغرب 1992
حكومة العمراني الخامسة هي الحكومة العشرون في المغرب منذ استقلاله في عام 1955 منذ 11 أغسطس 1992 إلى غاية 9 نونبر 1993

## التوزيع الوزاري
| # | الوزارة                                                             | اسم الوزير                | عن حزب    | موقع الوزارة | ملاحظة            |
| --- | ------------------------------------------------------------------- | ------------------------- | --------- | ------------ | ----------------- |
| 1 | الوزير الأول                                                        | محمد كريم العمراني        | (تقنقراط) | --           | --                |
| 2 | وزير الدولة                                                         | مولاي أحمد العلوي         | ---       | --           | --                |
| 3 | وزير الدولة مكلف بالشؤون الخارجية والتعاون                          | عبد اللطيف الفيلالي       | ---       | --           | وزارة سيادة آنذاك |
| 4 | وزير العدل                                                          | مولاي مصطفى بلعربي العلوي | ---       | --           | --                |
| 5 | وزير الداخلية والإعلام                                              | إدريس البصري              | (تقنقراط) | --           | وزارة سيادة آنذاك |
| 6 | وزير الصحة العمومية                                                 | عبد الرحيم الهاروشي       | ---       | --           | --                |
| 7 | وزير المالية                                                        | محمد برادة                | ---       | --           | --                |
| 8 | وزير التربية الوطنية                                                | الطيب الشكيلي             | ---       | --           | --                |
| 9 | وزير الصيد البحري والملاحة التجارية                                 | بنسالم الصميلي            | ---       | --           | --                |
| 10 | الكاتب العام للحكومة                                                | عباس القيسي               | ---       | --           | --                |
| 11 | وزير الأشغال العمومية والتكوين المهني وتكوين الأطر                  | محمد القباج               | ---       | --           | --                |
| 12 | وزير النقل                                                          | الراشدي الغزواني          | ---       | --           | --                |
| 13 | وزير البريد والمواصلات                                              | عبد السلام أحيزون         | ---       | --           | --                |
| 14 | وزير الفلاحة والإصلاح الزراعي                                       | عثمان الدمناتي            | ---       | --           | --                |
| 15 | وزير الشبيبة والرياضة                                               | عبد الله بلقزيز           | ---       | --           | --                |
| 16 | وزير التجارة والصناعة والخوصصة                                      | مولاي الزين الزاهدي       | ---       | --           | --                |
| 17 | وزير الأوقاف والشؤون الإسلامية                                      | عبد الكبير المدغري العلوي | ---       | --           | وزارة سيادة آنذاك |
| 18 | وزير التشغيل والصناعة التقليدية والشؤون الاجتماعية                  | محمد الودغيري             | ---       | --           | --                |
| 19 | وزير الطاقة والمعادن                                                | إدريس العلوي المدغري      | ---       | --           | --                |
| 20 | وزير الشؤون الثقافية                                                | علال سيناصر               | ---       | --           | --                |
| 21 | وزير السكنى                                                         | عبد الرحمان بوفتاس        | ---       | --           | --                |
| الوزراء الملحقون |                                                                     |                           |           |              |                   |
| 22 | الوزير المنتدب لدى الوزير الأول مكلف بالشؤون الإدارية               | عزيز حسبي                 | ---       | --           | --                |
| 23 | وزير التجارة الخارجية والاستثمارات الخارجية والسياحة                | حسن أبو أيوب              | ---       | --           | --                |
| 24 | الوزير المنتدب لدى الوزير الأول المكلف بالجالية المغربية بالخارج    | رفيق الحداوي              | ---       | --           | --                |
| 25 | الوزير المنتدب لدى الوزير الأول مكلف بالشؤون الاقتصادية والاجتماعية | محمد مدغري العلوي         | ---       | --           | --                |
| 26 | كاتب الدولة في الشؤون الخارجية                                      | أحمد الشرقاوي             | ---       | --           | --                |
| 27 | كاتب الدولة لدى الوزير الأول مكلف بالشؤون العامة                    | عبد الرحمان السباعي       | ---       | --           | --                |
| 28 | مساعد كاتب الدولة لدى وزير الداخلية مكلف بالبيئة                    | شوقي السرغيني             | ---       | --           | --                |
| - وزارة سيادية: وزارة تابعة للقصر الملكي مباشرة (عرف قائم، لا أساس له دستوريا) - وزارة منتدبة: هي «وزارة ملحقة» بوزارة رئيسية أخرى - --: معلومة غير متوفرة أو غير موجودة - تعديل المصدر: الموقع الرسمي للحكومة المغربية |                                                                     |                           |           |              |                   |

## الحكومة الواحدة والعشرون
من 11 نونبر 1993 إلى 25 ماي 1994 (ظهير رقم 1.93.446 ل 17 نونبر 1993)
- الوزير الأول: محمد كريم العمراني
- وزير الدولة: مولاي أحمد العلوي
- وزير الدولة مكلف بالشؤون الخارجية والتعاون: عبد اللطيف الفيلالي
- وزير الدولة في الداخلية والإعلام: إدريس البصري
- وزير العدل: محمد الإدريسي العلمي المشيشي
- وزير الصحة العمومية: عبد الرحيم الهاروشي
- وزير المالية: محمد صاكو
- وزير التربية الوطنية: محمد الكنيدري
- وزير الصيد البحري والملاحة التجارية: مصطفى ساهل
- وزير الأشغال العمومية والتكوين المهني وتكوين الأطر: محمد حصاد
- وزير النقل: الراشدي الغزواني
- وزير البريد والمواصلات: عبد السلام أحيزون
- وزير الفلاحة: عبد العزيز مزيان بلفقيه
- وزير الشبيبة والرياضة: إدريس العلوي المدغري
- وزير التجارة والصناعة: إدريس جطو
- وزير الأوقاف والشؤون الإسلامية: عبد الكبير المدغري العلوي
- وزير التشغيل والشؤون الاجتماعية: رفيق الحداوي
- وزير الطاقة والمعادن: عبد اللطيف لكراوي
- وزير الشؤون الثقافية: علال سيناصر
- وزير السكنى: إدريس التولالي
- وزير التجارة الخارجية والاستثمارات الخارجية والصناعة التقليدية: مراد الشريف
- وزير السياحة: سيرج بيرديغو
- الكاتب العام للحكومة: عبد الصادق ربيع
- وزير منتدب لدى الوزير الأول مكلف بالشؤون الإدارية: عزيز حسبي
- الوزير المنتدب لدى الوزير الأول: عبد الرحمان السباعي
- الوزير المنتدب لدى الوزير الأول المكلف بالمغاربة المقيمين بالخارج: أحمد وردي
- الوزير المنتدب لدى الوزير الأول المكلف بالعلاقات مع البرلمان: محمد المعتصم
- الوزير المنتدب لدى الوزير الأول: محمد القباج
- الوزير المنتدب لدى الوزير الأول المكلف بحقوق الإنسان: عمر عزيمان
- الوزير المنتدب لدى الوزير الأول المكلف بالخوصصة: عبد الرحمان السعيدي
- كاتب الدولة في الشؤون الخارجية: الطيب الفاسي الفهري
- مساعد كاتب الدولة لدى وزير الدولة في الداخلية مكلف بالبيئة: شوقي السرغيني